# Autoridad (novela)
Autoridad (título original en inglés: Authority) es una novela de fantasía oscura y ciencia ficción escrita por Jeff VanderMeer y publicada en 2014. Es la segunda parte de la trilogía Southern Reach, tras Aniquilación.

## Argumento
Mientras la primera parte de la trilogía el autor puso el foco, principalmente, sobre los personajes, qué problema tenían y lo que ocurría fuera de los muros de contención, dentro del Área X, en esta segunda parte el foco pasa al otro lado del muro para centrarse sobre la agencia Southern Reach, responsables del estudio y de las expediciones hacia la extraña Área X.

## Recepción
Siguiendo la estela de la primera parte, Autoridad también se convirtió en un best-seller y fue calificado como que «tiene algo parecido a Poe en este enfoque cada vez más paranoico. Pero donde Poe mantuvo sus golpes más viciosos relativamente oblicuos, VanderMeer los conduce profundamente - aunque en una forma sacacorchos que no es menos cruel y exquisita.»